# Elvira Neustädtl
Elvira Neustädtl ist eine österreichische Schauspielerin.

## Leben
Neustädtl war ursprünglich Tänzerin. Ihre Karriere unterbrach sie nach ihrer Heirat und der Gründung einer Familie. Nach dem Ende ihrer Familienpause absolvierte Neustädtl die Schauspielprüfung. Neustädtl arbeitete als Nebendarstellerin in Kinofilmen und im Fernsehen. Außerdem war sie als Fotomodell der Generation 50plus für Reklame- und Werbeaufnahmen beschäftigt.
In der US-amerikanischen Miniserie Holocaust – Die Geschichte der Familie Weiß spielte sie 1978 die Rolle eines weiblichen Kapos im KZ Auschwitz. 1986 spielte sie in dem Mehrteiler Mino – Ein Junge zwischen den Fronten, einer Verfilmung des italienischen Antikriegsromans Il Piccolo Alpine, unter der Regie von Gianfranco Albano die Rolle der Kreszenz.
Seit Ende der 1970er Jahre war sie auch regelmäßig in kleinen Rollen in österreichischen Fernsehserien zu sehen. 1992 hatte sie eine Gastrolle in der ORF-Serie Die Donauprinzessin. 1994 spielte sie in dem österreichischen Heimatfilm Eine zerbrochene Zeit.
Neustädtl arbeitete immer wieder auch als Theaterschauspielerin. 1972 trat sie am Wiener Theater der Courage in dem Schauspiel Wildwechsel von Franz Xaver Kroetz auf; die Aufführung wurde vom Österreichischen Rundfunk auch für das Fernsehen aufgezeichnet. Am Ensemble Theater Wien spielte sie in der Saison 1993/1994 in Wolfgang Borcherts Nachkriegsdrama Draußen vor der Tür die allegorische Gestalt der Elbe in einer Inszenierung von Dieter Haspel. Auf der Bühne spielte sie in Wien unter anderem gemeinsam mit Alfred Reiterer.

## Filmografie
- 1972: Wildwechsel (TV)
- 1978: Holocaust – Die Geschichte der Familie Weiss (Holocaust)
- 1978: Die Alpensaga – Die feindlichen Brüder (Fernsehen)
- 1985: Red Heat – Unschuld hinter Gittern (Red Heat)
- 1986: Mino – Ein Junge zwischen den Fronten (Fernseh-Mehrteiler)
- 1988: Heiteres Bezirksgericht (Fernsehserie)
- 1989: Malko: Eye of the Widow (Eye of the Widow)
- 1992: Die Donauprinzessin (Fernsehserie)
- 1994: Eine zerbrochene Zeit (Fernsehfilm)
- 1996: Der Bockerer II – Österreich ist frei
- 1997: Ein idealer Kandidat – Geld für den Koalabären (Fernsehserie, eine Episode)